# 박장역
박장역(베트남어: Ga Bắc Giang / Ga 北江)은 박닌성에 위치한 하노이-동당선의 철도역이다. 표준 레일과 미터 궤간이 있는 혼합 레일이 놓여있다. 중국 난닝까지 국제 복합 열차 T8701/8702가 운행하고 있다.